# Сиканская культура

Карта Перу: провинция Ламбаеке находится слева сверху, третья по счёту сверху вниз вдоль побережья

Сика́н (англ. Sican Culture) — название культуры, предшествовавшей инкам на северном побережье нынешнего Перу в период примерно 750—1375 годы н. э. Название дал японско-американский археолог Идзуми Симада, основатель Сиканского археологического проекта. Сиканская культура также иногда отождествляется с культурой Ламбаеке по названию региона Ламбаеке в Перу. До сих пор ведутся споры, являются ли Сикан и Ламбаеке одной и той же культурой.
Сиканская культура была покорена царством Чиму.
Археологи делят развитие культуры Сикан на три хронологических этапа, связанных с изменениями в культурных слоях.

## Географическое положение и климат
Сиканское государство было прибрежным, занимало северную часть побережья современного Перу вблизи рек Ла-Лече и Ламбаеке. Археологические памятники охватывают регион Ламбаеке, включая долины Мотупе, Ла-Лече, Ламбаеке и Сана (Zana), около современного Чиклайо. Большое количество памятников находятся в области Батан-Гранде долины Ла-Лече.
Климат данной территории во времена существования Сиканского государства был очень похож на нынешний, несмотря на изменения в ландшафте, произошедшие за 600 лет со времени исчезновения культуры. Сиканская культура страдала от постоянной смены засух и наводнений, характерной для региона.

## Раннесиканский период
Раннесиканский период начался около 750 года н. э. и продолжался примерно до 900 года н. э. Из-за малого количества находок об этом периоде известно немного, однако представляется вероятным, что Сиканская культура произошла от культуры Мочика, существовавшей в том же регионе и угаснувшей в 8 в.н. э., поскольку на керамике обеих культур встречаются сходные мотивы. Среди других культур, имевших сходные черты, историки упоминают Кахамарку, Уари и Пачакамак. Останки, найденные в ряде археологических памятников, показывают, что сиканская культура поддерживала торговые отношения с народами Эквадора (раковины и улитки), Колумбии (изумруды и янтарь), Чили (медный купорос), а также закупала мелкие золотые самородки из бассейна реки Мараньон на востоке. Около 800 года они создали город Пома, расположенный в Батан-Гранде в долине Ла-Лече. О других памятниках раннесиканского периода известно мало.

### Керамика
Для раннесиканского периода характерна хорошо отшлифованная керамика с чёрным покрытием, обнаруженная в долине Ла-Лече. Этот стиль чёрной керамики возник ещё у культуры Мочика, и является ещё одним косвенным свидетельством преемственной связи между данной культурой и Сиканской. Большинство керамических изделий представляют собой сосуды с одним горлышком, рукояткой в виде петли и антропоморфно-птицеобразным лицом в основании горлышка. Лицо состояло из глаз навыкате, крючковатого клюва или треугольного выступа вместо носа, стилизованных ушей, при отсутствии рта. Данный образ позднее превратился в облик божества среднесиканского периода.

### «Новая культура»
Наряду с типами керамики, которые существовали и ранее, в раннесиканский период культура приобретает новые, характерные для неё черты. Даже несмотря на то, что исполнение керамики и основные типы изображений были заимствованы у культуры Мочика, их исполнение и сочетания выглядят уже по-новому. Изменение в исполнении керамики, иконографии и погребальных обрядах, по-видимому, отражает изменения в религиозных представлениях и космологии. Особенно важно то, что к концу раннесиканского периода накапливаются изменения в стиле искусства и иконографии, а также другие изменения в организации общества, в результате чего становится возможным возведение первых монументальных глинобитных сооружений, крупномасштабная металлургия на основе медных сплавов, а также возникновение сложной погребальной традиции, характерной для среднесиканского периода. Данные изменения можно заметить в сооружениях в Батан-Гранде, в том числе Уака-дель-Пуэбло (около 850—900 годы).

## Среднесиканский период

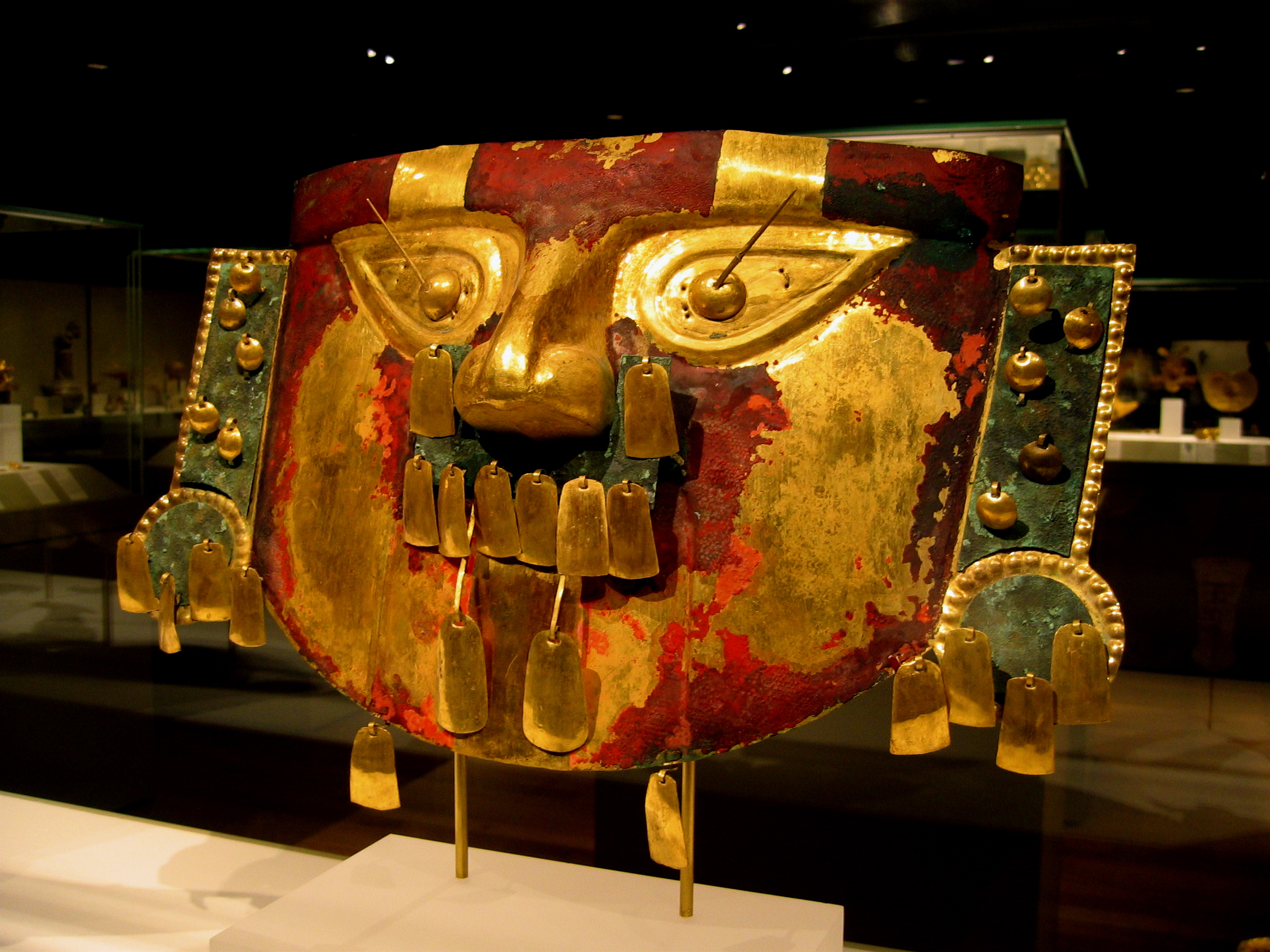
Погребальная маска IX-XI века в Метрополитен-музей

Среднесиканский период продолжался с 900 по 1100 годы н. э. Это период «культурного расцвета», он отмечается различными культурными нововведениями, ряд которых не имели прецедента в тех землях. Как предполагается, толчком к культурному расцвету стало возобновление местной политической и религиозной активности в результате разрушения государств Уари и Среднего Кахамарка, в результате чего Сиканская культура обрела относительную автономию. Для среднесиканского периода характерны 6 основных показателей: искусство и идеология, ремёсла и технология, погребальные обычаи, торговля на дальние расстояния, города-религиозные центры и монументальные храмы, а также структура и авторитет самого государства. Вместе указанные характеристики свидетельствуют, что Сиканская культура имела очень продуктивную экономику, чёткую социальную дифференциацию, а также влиятельную религиозную идеологию, которая определяла и диктовала структура теократического государства.

### Искусство и идеология
Сиканское искусство является изобразительным по стилю и религиозным по своей природе. Такие особенности, как скульптурные изображения и минимизация количества цветов (от одного до трёх) были общей чертой для искусства ряда предшествующих культур, процветавших на северном побережье Перу. Сиканское искусство реконфигурировало мотивы, конвенции и концепции предшествовавших культур (в основном Уари и Мочика), создав совершенно новый уникальный стиль. Отсылки к прежним идеям, образам и методами предшествовавших культур в сиканском искусстве оказывались полезными тем, что поддерживали престиж и легитимность новой сиканской религии.
В сиканской иконографии преобладает «сиканское божество». Его образ украшает все произведения искусства сиканского периода, включая керамику, металлические изделия и ткани. Чаще всего его изображают в виде маски с поднятым взглядом. Иногда его облик принимает птичьи черты, такие, как клюв, крылья и когти, которые проявляются на керамике раннесиканского периода. Эти птичьи черты связаны с ключевой фигурой сиканской мифологии — Наймлапом. Наймплап считается основателем первой династии доинкских царей в долинах Ла-Лече и Ламбайеке. В Легенде о Наймлапе, которую впервые записал испанский хронист Мигель Кабельо де Бальбоа в XVI веке, Наймлап считается прибывшим по морю на берег Ламбайеке на плоту из бальсового дерева. Он основал большой город, а каждый из 12 сыновей его старшего сына, в свою очередь, основал свой новый город на побережье Ламбайеке. Когда Наймлап умер, у него проросли крылья и он улетел в иной мир.
Образ Сиканского божества не является новым для среднесиканского периода ни по концепции, ни по чертам. Обе предшествующих культуры, мочика и уари, изображают единственную мужскую фигуру, а обращённый вверх взгляд, характерный для Сиканского божества, обычен для искусства и иконографии других доиспанских культур. Уникальной, однако, является иконография, сопровождающая изображения Сиканского божества. Луна и океан, вероятно, символизируют то, что Сиканское божество отвечало за благополучие морской живности и рыбаков. Наличие в иконографии водных мотивов свидетельствует также о важности для сиканцев ирригации и сельского хозяйства. Другие атрибуты, такие, как пара «солнце — луна», символизируют дуализм человеческой и небесной жизни. Также Сиканское божество изображали с ножами и отрубленными головами, что могло символизировать его могущество.
Присутствие Сиканского божества практически во всех видах сиканской иконографии особенно впечатляет в связи с почти полным отсутствием в среднесиканском искусстве человеческих изображений. Единственным исключением являются изображения Сиканского Правителя. Иконография Сиканского Правителя почти идентична Сиканскому божеству, с тем исключением, что он изображён в естественном виде и не имеет птичьих черт. Возможно, Сиканский Правитель является земным «альтер эго» Божества.

## Ремёсла и технологии

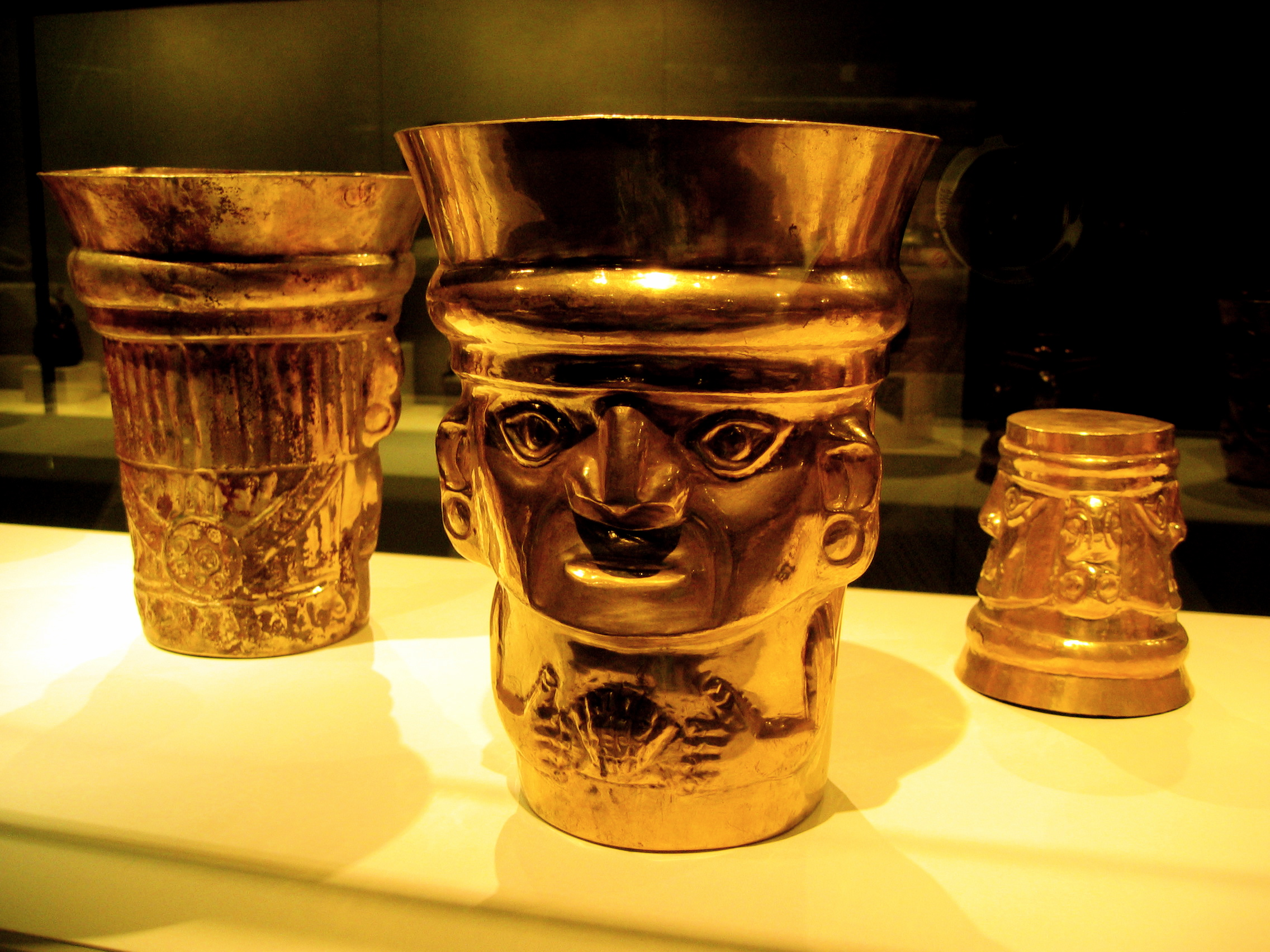
Сиканские кубки 9-11 вв. из Ламбайеке (Перу). В настоящее время хранятся в Метрополитен-музее (Нью-Йорк)

Среди населения Батан-Гранде было много искусных ремесленников. В среднесиканский период ремёсла процветали и были одной из отличительных характеристик этого времени. Тщательно отполированные керамические изделия с чёрным покрытием, известные из раннесиканского периода, получили широкое распространение на этой стадии, наряду с металлургией; с другой стороны, керамическая технология, использовавшаяся в среднесиканском периода, возникла и развивалась в течение 2500 лет из местных технологий производства керамики. В мастерских, одна из которых была обнаружена у Уака-Сиалупе к западу от Батан-Гранде, вероятно, были отделы для производства как керамики, так и металлических изделий.
Керамика, как средство выражения политической и религиозной идеологии в виде сосудов для хранения и приготовления пищи, архитектурных орнаментов, скульптур Божества или животных и др., процветала в этот период. Керамисты, по-видимому, работали отдельно друг от друга. Раскопки в Уака-Сиалупе (Huaca Sialupe) выявили группы однотипных печей, использовавших местную древесину для растопки. Полевые эксперименты показали, что печи использовались либо для керамики, либо для металлургии. Для изготовления и украшения керамики типа Палетеада использовалась технология «лопатка и advil»[что?], а украшалась она геометрическим орнаментом. Монохромная чёрная керамика приобрела широкую популярность в регионе в среднесиканском периоде. В позднесиканском периоде на керамике сохранился только геометрический мотив.
Металлургия — одно из важнейших достижений сиканской культуры. Её производство продолжалось в Батан-Гранде в течение почти 600 лет. В некоторых мастерских среднесиканского периода обнаружены свидетельства сразу нескольких видов производства, например, керамики и металлов, поскольку их производители нуждались в одном и том же топливе для печей. Чёрная керамика обнаружена в погребениях как среднего, так и высшего класса, а металлические изделия — только в погребениях элиты.
Важным достижением среднесиканской металлургии было широкомасштабное использование сплавов, в частности, мышьяка с медью, которая была более гибкой и лучше сопротивлялась коррозии, чем чистая медь. Большое количество плавильных и металлообрабатывающих мастерских, обнаруженных в регионе Ламбайеке, указывают на совпадение множества факторов, приведших к распространению такого производства: наличие залежей руды, густые леса как источник топлива, традиция использования высокотемпературных печей, развившаяся в ходе производства керамики, традиция обработки золота — все эти факторы, а также спрос со стороны элиты, привели к широкому распространению металлообработки. Большое количество плавильных мастерских также указывает на количество труда, требовавшееся при использовании такого метода. По современным меркам метод плавки медных сплавов был неэффективным, он требовал существования большого количества мастерских и печей.

### Общество
Изделия из драгоценных металлов, обнаруженные в археологических памятниках среднесиканского периода, беспрецедентны по своему количеству и разнообразию. Металлические предметы использовались всеми слоями общества. Тонкие листы из томпака использовались для обёртывания керамических сосудов для нижнего слоя элиты, тогда как верхний слой использовал золотые сплавы высокой пробы. Рядовые жители имели предметы только из сплава меди с мышьяком. Драгоценные металлические объекты являются явным свидетельством иерархии в сиканском обществе.
На территории Батан-Гранде, как и в других крупных политических центрах среднесиканского периода, свидетельств производства и обработки металла не найдено, однако драгоценные металлические предметы явно предназначались для элиты. Элита контролировала производство металлических предметов для ритуальных или погребальных целей.

### Погребальная практика
Раскопки позволили выявить многие особенности погребальной практики сиканцев, которые, в свою очередь, позволили антропологам понять организацию и религию сиканского общества. Большая часть сведений о погребальной практике почерпнута в ходе раскопок памятника Уака-Лоро, которые провёл Идзуми Симада в сотрудничестве с Сиканским археологическим проектом (Sicán Archaelogical Project, SAP).
Прежде всего погребальные практики в Уака-Лоро отражают социальное расслоение и иерархию, присущую сиканскому обществу. Это социальное расслоение открывается в различных способах и практиках погребения, а также в сопутствующих предметах захоронения.
Наиболее очевидное различие в способах погребения, основанное на социальной иерархии, состояло в том, что простонародье хоронили в незамысловатых неглубоких могилах вокруг монументальных насыпей, тогда как элита сиканского общества захоранивалась в глубоких скважинах под этими колоссальными холмами, как это можно видеть в Восточной и Западной гробницах Уака-Лоро. Далее было выяснено, что социальный статус человека также определял то, как располагалось его тело при захоронении: сидя, лёжа или склонённым. Например, телам членов элиты всегда придавалось сидячее положение, тогда как простолюдин мог быть похоронен сидя, лёжа или в положении наклона.

### Торговля с другими цивилизациями
Разнообразие вещей, найденных в захоронениях, говорит о большой власти, которую имела элита среднесиканского периода. Их погребальная утварь была не только наиболее многочисленной, но также самой качественной, иногда экзотичной по исполнению. Ни в одном из мест, где обнаружены свидетельства производства и обработки металла, не найдено следов местной добычи руды. Импортировались также раковины, изумруды, перья, различнные минералы — в основном из Северных Анд, в частности, из Эквадора (культуры Мантено и Милагро), Перу, Колумбии. Эти материалы могли идти и далее на юг, вплоть до земель Тиуанако в Южно-Центральных Андах и на восток до реки Мараньон, крупного притока Амазонки. Торговые сети среднесиканского периода, как представляется, не имели прецедента по размаху и ассортименту товаров, и таким образом содействовали распространению сиканской религии и политического влияния за пределами регионов Ламбайеке и Ла-Лече. По всей вероятности, для транспортировки большого количества товаров сиканцы использовали караваны лам.

## Позднесиканский период
Поздний сиканский период начался около 1100 года н. э. и закончился в 1375 года, когда сиканцев покорило царство Чиму.

### Запустение Сикана и Батан-Гранде
Около 1020 года н. э. в Сикане произошла засуха, которая длилась около 30 лет. Во время засухи Сиканское божество, тесно связанное с океаном и, в частности, с водой, оказалось в центре религии. Катастрофические погодные изменения, таким образом, народ связывал с Сиканским божеством, точнее, с его неспособностью обратить силы природы на пользу сиканцам. Сиканские церемонии (а также храмы/курганы[уточнить], на которых они осуществлялись) должны были обеспечить изобилие со стороны природы, а элита выступала посредником между рядовыми людьми и Сиканским Божеством, которое, в свою очередь, было посредником между людьми и природой. После 30-летнего периода неопределённости в отношении к природе, храмы, которые были центрами Среднесиканской религии и власти элиты, были сожжены и заброшены (это произошло в период между 1050 и 1100 годами н. э.). Вероятно, культ предков и возвеличивание элит вызвали слишком сильное отторжение в массах. В сочетании с засухой, которая явно ослабила сельское хозяйство региона, терпимость населения упала, тогдашняя элита потерпела крах. После разрушения сиканские культовые постройки практически не восстанавливались, разве что иногда подвергались мелкому ремонту. Дальнейший ущерб им был нанесён потопом «Эль-Ниньо» около 1100 года н. э.

### Новый Сикан
Сожжение и оставление прежней столицы означало необходимость сооружения новой. В качестве новой столицы позднесиканского периода был сооружён Тукуме в месте, где соединяются долины Ла-Лече и Ламбайеке. Тукуме стал новым религиозным и церемониальным центром Сикана. Религиозное и иконографическое наследие среднесиканского периода (Сиканское Божество и Сиканский Правитель) резко исчезает, и именно этап их исчезновения считается началом позднесиканского периода. Прочие мифологические изображения среднесиканского периода продолжают использоваться и в позднесиканский, и отражают возрождение религии, восходящей к традиционному почитанию природных явлений. Среди изображений того периода встречаются кошачьи, рыбы и птицы, которые в предыдущие эпохи были вторичными по отношению к Сиканскому божеству, однако находят параллели с прежними культурами региона. В период перехода от средне- к новосиканскому периоду не связанная с религией материальная культура, в частности, керамика и металлургия, принципиально не изменились. Смена политической и религиозной власти не повлияла ни на сельское хозяйство, ни на ирригацию, что видно на примере поселения Пампа-де-Чапарри и других многочисленных поселений.

### Тукуме
В среднесиканский период Тукуме стал новым религиозно-церемониалным центром сиканской культуры. Курганы и храмы продолжали сооружать (или поддерживать) и в позднесиканский период. Этот город необычайно разросся в течение 250 лет позднесиканского периода. Ко времени, когда регион Ламбайеке завоевало царство Чиму ок. 1360 г. там существовало 26 крупных курганов и пристроек. Городище занимает 220 гектаров вокруг горы Ла-Райя. Тукуме стал новым центром реорганизованного и вновь объединённого сиканского общества вплоть до падения Сиканской культуры под напором родственной культуры Чиму.

## Этническая принадлежность
Исходя из большого сходства ранней Сиканской культуры с культурой Мочика, предполагается, что сиканцы говорили на одном из диалектов языка мочика (ныне исчезнувшего). На другом диалекте данного языка говорили жители покорившего их царства Чиму/Чимор — на кингнаме.